# Savciînți, Kremeneț
Savciînți (în ucraineană Савчинці) este un sat în comuna Dunaiv din raionul Kremeneț, regiunea Ternopil, Ucraina.

## Demografie
Componența lingvistică a localității Savciînți
     Ucraineană (99,49%)
     Alte limbi (0,51%)
Conform recensământului din 2001, majoritatea populației localității Savciînți era vorbitoare de ucraineană (99,49%), existând în minoritate și vorbitori de alte limbi.